# Tóth Dávid (kajakozó)
Tóth Dávid (Székesfehérvár, 1985. február 21. –) világbajnok, olimpiai ezüstérmes magyar kajakozó, a magyar kajak szakág szövetségi kapitánya.
2002-ben az ifjúsági Európa-bajnokságon ezüstérmes volt K4-1000m-es versenyszámban.
2003-ban az ifjúsági Világbajnokságról aranyéremmel térhetett haza.
2006-ban az U23-as kontinens bajnokságon szerzett ezüstérmet K4-500m és 1000m-en.
2008-ban Pauman Dániellel az Európa-bajnokságon K2-1000 méteren nyolcadikok lettek. Az U23-as Eb-n negyedik helyen végeztek.
2011-ben a belgrádi Eb-n Kulifai Tamással K2-500 méteren hatodik volt. Az egység a szegedi vb-n világbajnok lett.
2012-ben a kajak négyes 1000m-es versenyszámban indult az Eb-n, mellyel ötödik lett. Majd ugyanezen év augusztusában a londoni olimpián ugyanebben a számban ezüstérmet nyert Kammerer Zoltánnal, Kulifai Tamással és Pauman Dániellel. 2012 decemberében a Vasas SC-hez igazolt.
A 2013-as Európa-bajnokságon négyesben (Pauman, Tóth, Kulifai, Kammerer) bronzérmet nyert.
2014-ben a moszkvai Világbajnokságon K4-1000 méteren bronzérmet szerzett.
2015-ben a bakui Európa-Játékokon aranyérmet nyert K4-1000m-en. Majd ugyanezen évben a milánói Világbajnokságon ezüstérmesek lettek.
A 2016-os moszkvai Európa Bajnokságon K2-500 méteren hatodikok lettek Kulifai Tamással. Ugyanezen évben az olimpiai kijutást nem sikerült megszerezni.
2017-ben a milánói Világbajnokságon K4-1000 méteren másodikak lettek a Kammerer Zoltán, Ceiner Benjamin, Pauman Dániel összeállítású kvartettel.
A 2018-as Montemor-o-Velhoban megrendezett Világbajnokságon K2-500m és K4-1000m versenyszámokban is a hatodik helyet szerezte meg.
2020 elején részt vett a TV2 Exatlon Hungary című műsorában, ahol a 4. helyezést érte el a férfiaknál. A Bajnokok csapatát erősítette.
2020 őszén részt vett a TV2 Dancing with the Stars című táncos műsorában, ahol az 5. helyezést érte el és a párja Lissák Laura volt.
2024 novemberében kinevezték a magyar kajak szakág szövetségi kapitányának.

## Díjai, elismerései
- A Magyar Érdemrend lovagkeresztje (2012)